# NGC 6672
NGC 6672 – gwiazda optycznie potrójna znajdująca się w gwiazdozbiorze Lutni. Skatalogował ją Édouard Jean-Marie Stephan 24 lipca 1879 roku, opisując ją jako gwiazdę podwójną, której północny składnik jest zamglony. Owo „zamglenie” było spowodowane tym, że północny składnik to w rzeczywistości dwie gwiazdy, które można rozdzielić dopiero za pomocą dużego teleskopu. Do tej pory część źródeł traktuje obiekt NGC 6672 jako gwiazdę podwójną. Niektóre katalogi i bazy obiektów astronomicznych (np. SIMBAD) jako NGC 6672 błędnie identyfikują galaktykę LEDA 62044 (PGC 62044).